# Merikaré
Merikaré az ókori egyiptomi X. dinasztia egyik uralkodója volt, az első átmeneti korban. Nem tudni pontosan, mettől meddig uralkodott, és a torinói királylistán sem sikerült azonosítani.

## Uralkodása
Több tudós szerint a X. dinasztia végén uralkodott, középkorúan került trónra apja hosszú uralkodása után. Elődje (az úgynevezett III. Heti, a Merikaré intelmei állítólagos szerzője) személyazonossága még vitatott; egyesek szerint Uahkaré Hetivel azonos. Ezek az intelmek – melyeket valószínűleg Merikaré uralkodása alatt írtak, és csak fikció, hogy apja a szerző – a helyes kormányzásról szólnak. A szöveg említi az ország keleti határát is, melyet nemrégiben megerősítettek, de még az uralkodó figyelmét igénylik. Merikaré meg nem nevezett apja a szövegben említi, hogy kifosztotta Thiniszt, de fiának azt javasolja, legyen elnézőbb a problémás felső-egyiptomi területekkel.
Miután i. e. 2075 körül trónra lépett, Merikaré bölcsen belenyugodott, hogy Egyiptom területén két, egymástól független királyság létezik – Északon Hut-Neni-Niszu, délen Uaszet (Théba) központtal –, és igyekezett fenntartani a békés egymás mellett élést, melyet apja elért. Úgy tűnik, a békének köszönhetően viszonylagos jómód köszöntött be uralkodása alatt. Valamivel később arra kényszerült, hogy udvarával együtt hatalmas flottával felhajózzon a Níluson. Mikor elérte Aszjútot, beiktatta hivatalába a hozzá hű Heti kormányzót, az előző kormányzó, az elhunyt Tefibi fiát; emellett felújításokat végeztetett Upuaut isten helyi templomán. Ezután még délebbre hajózott, Sashotep városába, valószínűleg azért, hogy leverjen egy felkelést, és egyben megmutassa erejét a lázongó déli határvidékeknek.
I. e. 2040 körül hunyt el, pár hónappal fővárosa, Hut-Neni-Niszu eleste előtt, így dinasztiája a végső vereséget, melyet a XI. dinasztiabeli II. Montuhotep mért rá, már egy rövid ideig uralkodó, ismeretlen uralkodó alatt szenvedte el.

### Sírja

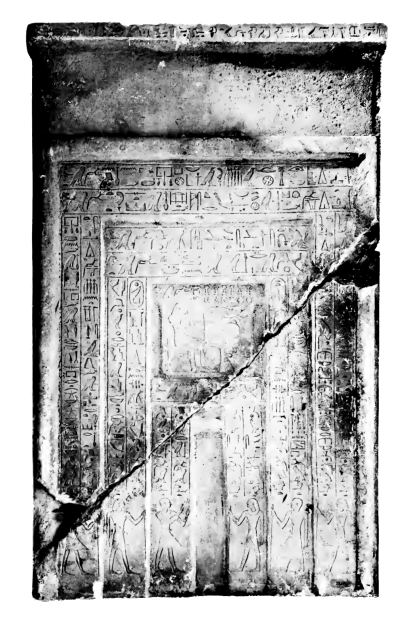
Anpuemhat sztéléje, amely arról tanőskodik, hogy Merikaré halotti kultusza fennállt Szakkarában a XII. dinasztia idején is

Több forrás is arra utal, hogy Merikarét egy eddig fel nem fedezett szakkarai piramisba temették el, melynek neve „Merikaré lakhelyei virágzóak”, és a VI. dinasztiabeli Teti piramisa közelében kellett lennie. Az építkezésében részt vevő hivatalnokok címei jól dokumentáltak, mert a halotti kultusz egészen a XII. dinasztia idejéig fennmaradt; Merikaré kártusa legalább négy olyan pap sztéléjén megjelenik, akik Teti és Merikaré kultuszáért feleltek a középbirodalom idején. Közéjük tartozik Gemeniemhat is, aki más, fontos pozíciót is betöltött.

### Említései
Merikarénak maradt fenn a legtöbb említése a IX. és X. dinasztia hérakleopoliszi uralkodói közül. Ezek:
- a Merikaré intelmei,
- fa írnoki paletta, egy Werkauheti nevű kincstárnok tulajdona, melyet egy aszjúti sírban találtak (egy Meriibré Heti nevét viselő parázstartóval együtt), ma a Louvre-ban,[4]
- feliratok II. Heti nomoszkormányzó aszjúti sírjában,[4]
- kilenc sztélé, mely említi piramisát és halotti kultuszát Szakkarában.[3]

### Feltételezett korábbi uralkodási dátum
2003-ban Arkagyij F. Demidcsik egyiptológus felvetette, hogy át kellene gondolni Merikaré helyét a dinasztiában. Úgy véli, hogy ha Merikaré volt Alsó-Egyiptom uralkodója II. Montuhotep hadjárata idején, akkor a thébai hódítás után piramisa és kultusza nem maradhatott volna fenn, és nem lett volna lehetősége gránitot szerezni be délről, mint azt a Merikaré intelmei írja. Demidcsik szerint a Tefibi és Merikaré által említett, Thiniszért folyt csaták ugyanazok, melyeket a másik fronton II. Antef thébai uralkodó vívott, így Merikaré uralkodása pár évtizeddel korábbra kellett, hogy essen, mint azt általában gondolják, arra az időre, amikor a X. dinasztia hatalma csúcsán volt.

## Fordítás
- Ez a szócikk részben vagy egészben  a   Merikare című angol Wikipédia-szócikk ezen változatának fordításán alapul.  Az eredeti cikk szerkesztőit annak laptörténete sorolja fel. Ez a jelzés csupán a megfogalmazás eredetét és a szerzői jogokat jelzi, nem szolgál a cikkben szereplő információk forrásmegjelöléseként.

## További irodalom
- Wolfgang Kosack; Berliner Hefte zur ägyptischen Literatur 1 - 12: Teil I. 1 - 6/ Teil II. 7 - 12 (2 Bände). Paralleltexte in Hieroglyphen mit Einführungen und Übersetzung. Heft 8: Die Lehre für König Merikarê. Verlag Christoph Brunner, Basel 2015. ISBN 978-3-906206-11-0.